# ニコラ・レグロッターリエ
ニコラ・レグロッターリエ（Nicola Legrottaglie, 1976年10月20日 - ）は、イタリア・ジョイア・デル・コッレ出身の元同国代表サッカー選手、現サッカー指導者。現役時代のポジションはディフェンダー。

## 略歴

### キエーヴォ
2001年から2003年に、ルイジ・デルネーリ監督が率いる“ミラクル・キエーヴォ”の一員として活躍。一時はアレッサンドロ・ネスタの次代を担うセンターバックとして注目を浴びた。

### ユヴェントス
2003年、マルチェロ・リッピ監督下のユヴェントスFCに移籍を果たした。 しかし、ここでの戦術に馴染めず調子を落とし、クラブも失点が増したことから批判に晒された。
翌年、続くファビオ・カペッロ監督の下でも信頼を得ることができず、ボローニャFCにレンタル移籍となった。しかし9試合出場に留まり、クラブも降格という2重の失望を味わった。
2005年、ACシエーナにレンタル移籍。翌年はディディエ・デシャン監督が就任したユヴェントスに復帰。クラブがカルチョポリの影響でセリエBに降格し、ファビオ・カンナヴァーロやリリアン・チュラムを放出した事による人材難に瀕したことから再び構想に入る事になった。対戦相手のレベルが下がったという側面もあるが、一定の活躍を見せセリエA復帰に貢献した。
クラウディオ・ラニエリ監督が就任した2007年もユヴェントスに残留。クラブはジョルジュ・アンドラーデやドメニコ・クリッシトを獲得したが、アンドラーデが怪我で長期離脱し、クリッシトも期待外れに終わったため、レギュラーとして定着するきっかけとなった。
2008年には、ジョルジョ・キエッリーニの負傷やレギュラーメンバーの不調により、5年ぶりに代表に招集された。 2007-08シーズンのクラブはリーグ2位タイとなる失点数に抑え、フル稼働したレグロッターリエの功績が認められた形となった。
2009年、FIFAコンフェデレーションズカップ2009のエントリーメンバーに選出された。背番号は6。自身初の国際トーナメント出場となった。しかしイタリア代表は不調であったため、グループステージ敗退となった。一方、ユヴェントスでは監督がチロ・フェラーラに交代。カンナヴァーロを再度獲得し、CBとして3番手という立場になった。しかしカンナヴァーロは高齢で他選手よりもターンオーバーが必要であることから、キエッリーニやカンナヴァーロとポジションを分け合っている。ちなみに、この状況はこの時期のイタリア代表のCB陣と全く同じ構図であった。しかし33歳で迎えた2010年ワールドカップ南アフリカ大会の選手選考では、サルヴァトーレ・ボッケッティとレオナルド・ボヌッチという若手2人に弾き出される形で、23人の登録メンバーからは外れ、自身初のワールドカップ出場は叶わなかった。

### ミラン以降
2011年1月31日、出場機会を求めACミランに移籍。しかし、移籍早々に故障してしまい結局1試合の出場に留まった。8月30日にカルチョ・カターニアへ移籍。

### 指導者時代
2013-14シーズン限りで現役を引退し、FCバーリ1908のユースチームの監督に就任した。
2015-16シーズンより、レガ・プロのSSアクラガス・チッタ・デイ・テンプリの指揮官として招聘されたが、クラブは下位に沈み2016年1月17日に辞任することを表明した。
2017年1月よりカリアリ・カルチョのアシスタントコーチを務めたが、10月17日のマッシモ・ラステッリ監督解任に伴い退団した。

## エピソード
- イタリア南部のバーリ県出身だが、子供の頃はミラニスタであったと本人が告白している。
- 憧れの選手は、レアル・マドリー時代のフェルナンド・レドンド。かつては守備的MFでの成功を目指していたことが窺える。
- 2006年からプロテスタント系の宗教団体“キリストのアスリート”に入信し、以前よりサッカーに打ち込めるようになったと語っている。

## 監督成績
2020年7月6日現在
| クラブ               | 国           | 就任          | 退任          | 記録 | 記録 | 記録 | 記録 | 記録   |
| クラブ               | 国           | 就任          | 退任          | 試   | 勝   | 分   | 敗   | 勝率   |
| -------------------- | ------------ | ------------- | ------------- | ---- | ---- | ---- | ---- | ------ |
| アクラガス           | イタリアの旗 | 2015年7月23日 | 2016年1月17日 | 23   | 9    | 4    | 10   | 039.13 |
| ペスカーラ（ユース） | イタリアの旗 | 2019年6月24日 | 2020年1月20日 | 16   | 4    | 2    | 10   | 025.00 |
| ペスカーラ           | イタリアの旗 | 2020年1月21日 | 2020年7月6日  | 12   | 4    | 1    | 7    | 033.33 |
| 合計                 | 合計         | 合計          | 合計          | 51   | 17   | 7    | 27   | 033.33 |

## タイトル
モデナ
- セリエC1 : 2000-01
- スーペルコッパ・ディ・レガ・ディ・セリエC : 2001

ユヴェントス
- スーペルコッパ・イタリアーナ : 2003
- セリエB : 2006-07

ミラン
- セリエA : 2010-11